# 紅灯照

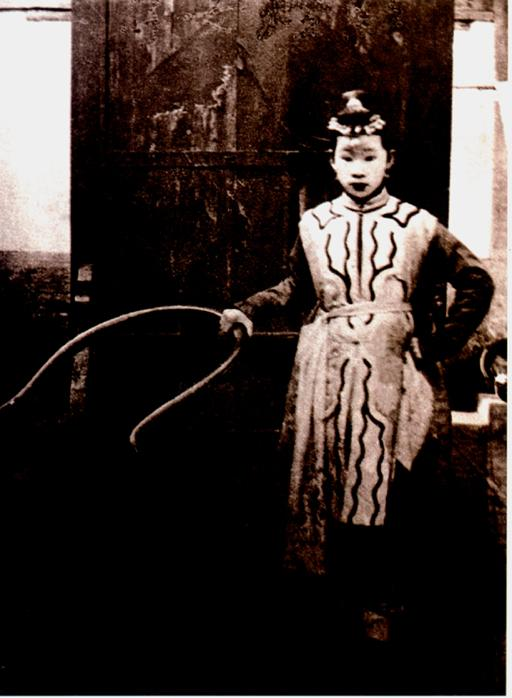
紅灯照成員

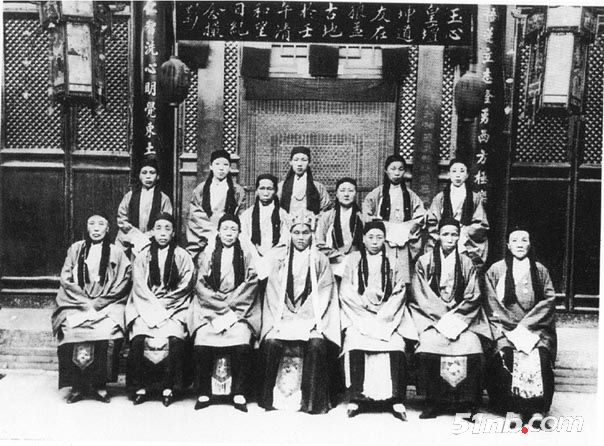
首領林黒児と成員達

紅灯照（こうとうしょう）は、義和団の乱の際に出現した女性の組織。類似の組織に青灯照・藍灯照・黒灯照・砂鍋照などがあるが、紅灯照が有名。紅灯罩ともいう。

## 組織
義和団の組織は壇（団）を基層単位としており、団の上部組織として総壇があった。各団では、大師兄、二師兄、…などが首領として指導にあたっていた。義和団の女性組織も男性組織と類似していたが、男性の団からは独立して独自の壇を持っていた。しかし通常はいずれかの総壇に属しており、黄蓮聖母の指導する天津紅灯照と張徳成の坎字団がこのような関係の例である。団員は彼女たちを師妹と呼び、首領は大師姐、二師姐…などと呼ばれた。天津紅灯照では首領の黄蓮聖母のことを、二仙姑と称していた。女性組織は天津がもっとも発達しており、そこを中心として四方に波及していった。
紅灯照は12～18歳の未婚女性から組織されていた。全身を紅色の装束で覆い、赤い提灯を持っていたため紅灯照の名の由来といわれる。紅灯照が若い女性から成り立っていたのに対し、他の女性組織の青灯照・藍灯照・黒灯照・砂鍋照は中年以上の女性、特に寡婦によって成り立っていたといわれる。しかしその知名度は紅灯照に劣っていた。

## 背景
義和団の女性は男性と同じく、社会の中下層に属していた。例えば天津紅灯照の首領黄蓮聖母林黒児は遊女の出身で、多くの天津の下層階級の女性を加入させた。下層階級の女性は生活の困窮と外国人・キリスト教徒の圧迫から容易に法術を信仰し、加入するものが多かったのである。

## 訓練
義和団は民間信仰を取り入れた武術団体であるので、紅灯照も功夫や刀術などの武術と法術の訓練を行っていた。修業を積めば、水上歩行や飛行も可能になり、扇を振れば敵の大砲は不発となり、船や家屋で自然発火を起こすことができるなどと宣伝し、さらに多くの女性を獲得していった。

## 義和団の乱での役割
義和団の乱の際には女性は、救護活動、情報収集、戦闘行為、宣伝活動などにあたった。
医療では黄蓮聖母がさまざまな病や傷を癒すことができると称し、多くの人々が彼女のもとを訪れた。
戦いの場面において紅灯照は四方に出動し、「法術」で西洋人の家屋や教会を焼き討ちした。鉄砲を恐れることなく、義和団の男性組織と連合して作戦にあたった。黄蓮聖母と義和団の指導者張徳成は戦場で緊密な連携をとった。また満州の紅灯照はロシア軍と戦ったとの記録もある。
さらに紅灯照は公共の場所で功夫を実演し、大衆への宣伝活動を行った。当時の下層民は外国人やキリスト教徒に圧迫され生活が苦しくなっていた。彼らにとって「法術」を使う紅灯照の聖母や仙姑はまさに神と見えたのである。義和団はこのような群集心理を利用して、紅灯照を媽祖や観音などの伝統的な中国の女神と同一視させる宣伝手法をとったのである。

## 終焉
八ヶ国連合軍が天津に入城すると、黄蓮聖母と城内の紅灯照はみな殺害された。多くの女性が従容として死につき、また少なからぬ殉死者もあった。その他の地区の紅灯照も義和団の崩壊とともに瓦解した。